# Xã Flint River, Quận Des Moines, Iowa
Xã Flint River (tiếng Anh: Flint River Township) là một xã thuộc quận Des Moines, tiểu bang Iowa, Hoa Kỳ. Năm 2010, dân số của xã này là 2.227 người.